# NGC 3690B
NGC 3690B је спирална галаксија у сазвежђу Велики медвед која се налази на NGC листи објеката дубоког неба.
Деклинација објекта је + 58° 33' 52" а ректасцензија 11h 28m 32,6s. Привидна величина (магнитуда) објекта NGC 3690 износи 10,9 а фотографска магнитуда 11,7. NGC 3690B је још познат и под ознакама UGC 6472, MCG 10-17-3, KCPG 288B, IRAS 11257+5850, CGCG 291-73, VV 118, ARP 299, PGC 35321.